# Skinnsjön (Garpenbergs socken, Dalarna)
Skinnsjön är en sjö i Hedemora kommun i Dalarna och ingår i Dalälvens huvudavrinningsområde. Sjön har en area på 0,0776 kvadratkilometer och ligger 212,4 meter över havet. Sjön avvattnas av vattendraget Norsån (Garpenbergsån).

## Delavrinningsområde
Skinnsjön ingår i det delavrinningsområde (668940-152536) som SMHI kallar för Utloppet av Stora Jälken. Medelhöjden är 200 meter över havet och ytan är 10,17 kvadratkilometer. Det finns inga avrinningsområden uppströms utan avrinningsområdet är högsta punkten. Norsån (Garpenbergsån) som avvattnar avrinningsområdet har biflödesordning 2, vilket innebär att vattnet flödar genom totalt 2 vattendrag innan det når havet efter 136 kilometer. Avrinningsområdet består mestadels av skog (76 procent). Avrinningsområdet har 0,57 kvadratkilometer vattenytor vilket ger det en sjöprocent på 5,6 procent.